# Орлов, Игорь Александрович (Герой Социалистического Труда)
Игорь Александрович Орлов (4 января 1929, Пермь, Уральская область — 3 августа 2012, Чайковский, Пермский край) — советский работник промышленности, строитель, машинист экскаватора Воткинскгэсстроя, Пермской области, Герой Социалистического Труда (1966).

## Биография
Родился 4 января 1929 года в Перми в семье военнослужащего. 
Окончив семь классов школы, пошел работать учеником слесаря на Добрянский металлургический завод, откуда был направлен в ремесленное училище. По окончании училища получил специальность фрезеровщика и поехал на строительство Камской ГЭС, работал в Управлении механизации и монтажных работ. В июле 1943 года работал слесарем по ремонту экскаваторов. Изучив самостоятельно устройство экскаватора «Уралец», сдал экзамены и сел за рычаги машины. Овладел новой специальностью, со временем получив самый высокий — 7-й разряд. При строительстве электростанции жил в деревне Усть-Гайва, где познакомился со своей будущей женой Валентиной. В 1948 году они поженились. После строительства ГЭС остался работать на ней эксплуатационником.
В декабре 1957 года Орлов переехал в город Чайковский, куда был приглашен на строительство Воткинской ГЭС. Снова работал на экскаваторе. Затем работал на многих строительных объектах нового города энергетиков – жилых микрорайонах, культурных объектах, комбината шелковых тканей. В дальнейшем работал заместителем начальника строительно-монтажного управления на Воткинскгэсстрое. В 1994 году Игорь Александрович вышел на пенсию с должности помощника начальника строительно-монтажного управления № 3.
Жил в городе Чайковский Пермского края, где умер 3 августа 2012 года.

## Награды
- Указом Президиума Верховного Совета СССР от 25 июля 1966 года за выдающиеся заслуги в сооружении Воткинской гидроэлектростанции, разработку и внедрение новых технических решений и прогрессивных методов труда в строительстве гидротехнических сооружений Орлову Игорю Александровичу было присвоено звание Героя Социалистического Труда с вручением ордена Ленина и золотой медали «Серп и Молот».[2]
- Также был награжден орденом «Знак Почета» (20.04.1971) и медалями, в числе которых «За трудовую доблесть» (25.07.1957).
- Почетный гражданин города Чайковского (2003).[3]